# Pierce
『Pierce』（ピアス）は、J-WALKの7枚目のオリジナルアルバム。1988年8月21日にmeldacから発売された。

## 概要
meldac移籍後初のアルバム。前作「終わりのない夏」から1年振り。

## 収録曲
（全編曲：J-WALK）
1. SO LONG (5:49)[1]　
作詞：トシ スミカワ、作曲：増田俊郎
2. 夜に消えて行く者たち (3:05)[1]
作詞：的場徹、作曲：中内雅文
3. タクシー・ドライバー (5:13)[1]
作詞：トシ スミカワ、作曲：杉田裕
14枚目のシングル「アバロンの彼方へ…」カップリング曲。
アルバム「Jay-Walk'」収録の「TAXI DRIVER」のリメイク。
4. あの季節はもう帰らない 〜THIS SONG IS DEDICATED TO RIE BY J-WALK〜 (5:01)[1]
作詞：的場徹・力石歳造、作曲：杉田裕
5. 雨上がりのRAINBOW (3:51)[1]
作詞：トシ スミカワ、作曲：田切純一
6. アバロンの彼方へ… (3:59)[1]
作詞：増田俊郎、作曲：杉田裕
14枚目のシングル。
7. I'M JUST FIGHTER (3:59)[1]
作詞：相原暁・力石歳造、作曲：田切純一
8. 若き日のSAILING (4:11)[1]
作詞：力石歳造、作曲：田切純一
9. 星導夜 (4:13)[1]
作詞：東海林良、作曲：杉田裕
10. さらば愛しき日々よ (3:50)[1]
作詞：トシ スミカワ、作曲：中村耕一